# Shin Young-kyun
Shin Young-kyun est un célèbre acteur coréen à la carrière prolifique, considéré comme une icône masculine du cinéma coréen, actif du milieu du XXe siècle aux années 2020.

## Filmographie
- 1961 : 5inui haebyeong de Kim Ki-duk
- 1962 : Le Locataire et ma mère
- 1964 : L'Écharpe rouge de Shin Sang-ok : le capitaine Na Gwan-jung
- 1965 : Gaetmaeul de Kim Soo-yong
- 1965 : Sijang (시장), Prix du dragon bleu du meilleur acteur